# 성수대교
성수대교(聖水大橋)는 서울특별시의 한강에 위치한 다리로, 성동구 성수동과 강남구 압구정동을 잇는다. 구조물의 외관에 대한 고려와 심의가 이루어진 최초의 교량이었다. 당시로는 파격적인 하늘색 색상을 채택했고, 트러스교라는 공법을 채택하여 미관에 있어는 매우 뛰어났다. 후에 당산철교 역시 성수대교와 같은 구조였으나 이 역시 철거되고 재시공되는 과정을 거쳤다. 이 다리와 동호대교 사이에 중랑천의 삼각주인 저자도가 있었다.

## 역사
1977년 4월에 동아건설이 이 다리를 착공하여 1979년 10월 16일에 준공식 거행하면서 완공했다. 성수대교는 영동의 신도시 개발에 따른 서울 동부권의 균형 있는 발전을 도모하고 서울의 부도심으로서의 기능을 촉진하며 인구 분산과 교통 혼잡 해소를 위해 건설되었다. 그러다가 1994년 10월 21일에 성수대교가 붕괴되어 승합차 1대, 승용차 4대, 버스 1대가 추락해 32명 사망, 17명 부상자가 발생하였다.
그후 전면철거하고 1995년 4월 26일에 현대건설이 재건설을 시작하였고 1997년 6월에 완공하여, 7월 3일에 왕복 4차선으로 임시 재개통되었다. 1998년 12월 31일에 본선 교량 1,160m을 폭 19.4m의 4차선에서 35m의 8차선으로 확장하고 강남 지역의 언주로 및 올림픽대로와 강북 지역의 고산자로 및 강변북로, 동부간선도로와 이어지는 남/북단 진, 출입 램프 3.175m를 신설하는 공사를 착공하여 2004년 9월 17일에 최종 완공하였다.

## 제원
한강다리 최초로 120m 장경간으로 건설되었으며, 게르버 트러스교로 교하공간이 넓다는 특징이 있다.

### 구 성수대교
- 폭: 19.4m (4차선)
- 연장: 1,160m
- 설계하중: DB-18 (총중량 32.4톤)
- 준공: 1979년 10월

### 신 성수대교
- 폭: 35m (8차선)
- 연장: 1,161m
- 설계하중: DB-24 (총중량 43.2톤)
- 준공: 1997년 6월
- 개통: 1997년 7월 3일

### 구조형식
- 주경간부 양측의 앵커트러스(각36m)와 중앙현수지간(48m)이 핀으로 연결된 구조
- 용접과 고장력볼트(마찰접합) 접합방식에 의한 시공

## 사진

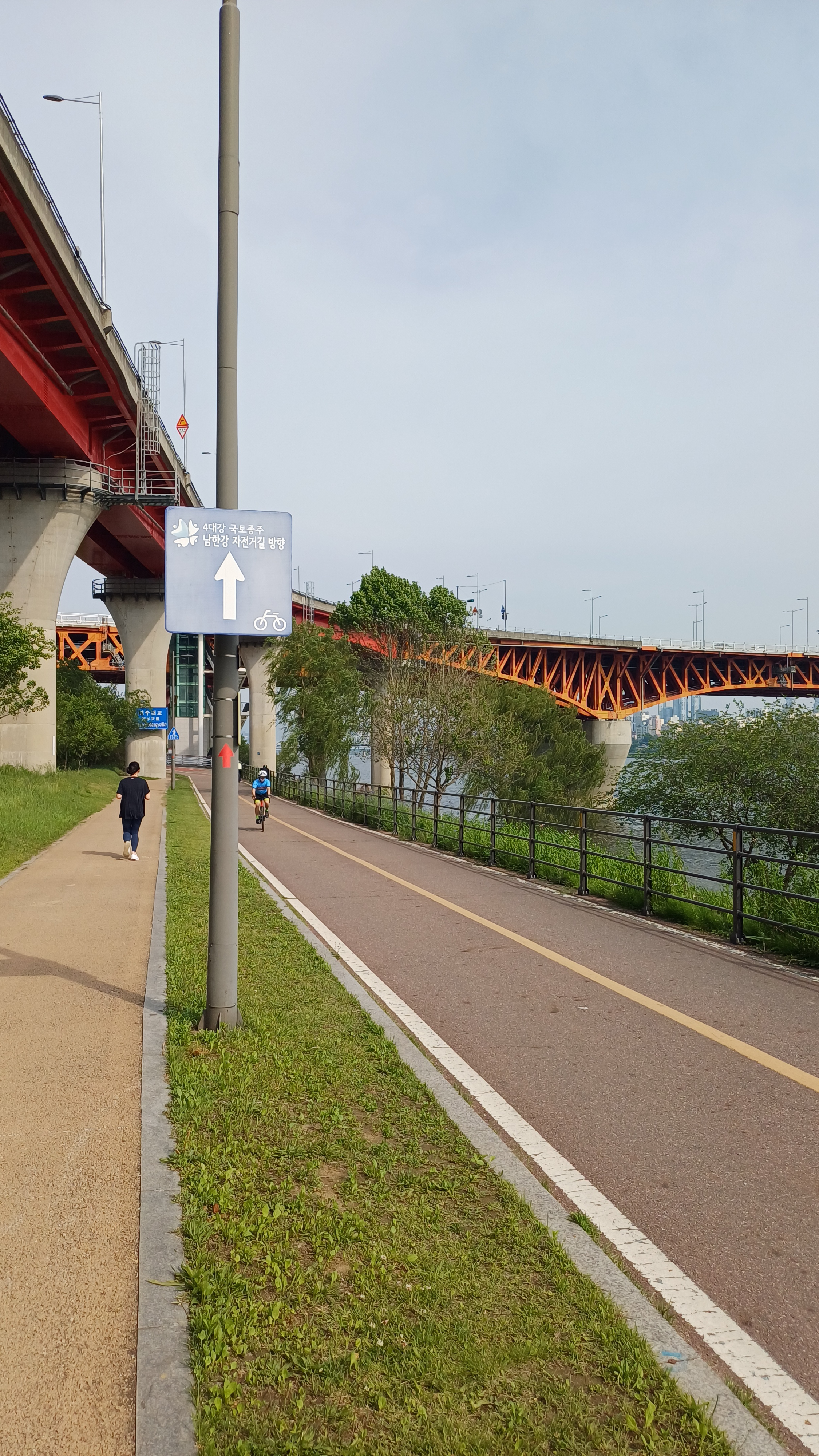
남한강 자전거길